# سابرینا ۲۲۶۴
سیارک ۲۲۶۴ (به انگلیسی: 2264 Sabrina، نامگذاری:1979YK) دو هزار و دویست و شصت و چهارمین سیارک کشف شده‌است که در ۱۶ دسامبر ۱۹۷۹ کشف شد.
قدر مطلق سیارک برابر ۱۰٫۵۰ است.